# Мітюшкін Віктор Анатолійович
Ві́ктор Анато́лійович Мітюшкін — український співак, народний артист України (2019).

## Життєпис
Закінчив Одеську консерваторію (1990) в класі Євгенія Іванова, потім аспірантуру. Під час навчання став лауреатом III премії міжнародного конкурсу вокалістів ім. Антоніна Дворжака (Карлови Вари, Чехія, 1989 рік) та лауреатом III премії всесоюзного конкурсу ім. Михайла Глінки (1989 рік) у номінаціях «оперне виконавство», лауреатом III премії міжнародного конкурсу вокалістів у Верв'є (Бельгія, 1990 рік).
Після закінчення працював в Одеському оперному театрі та у Великому театрі в Росії (2003—2005). У репертуарі — партії Єлецького та Мазепи (опери «Пікова дама» та «Мазепа» Петра Чайковського), Рупрехта (опера «Вогненний ангел» Сергія Прокоф'єва), Форда, графа ді Луни, Ренато, Ріголетто, Макбета, Набукко (опери «Фальстаф», «Трубадур», «Бал-маскарад», «Ріголетто», «Макбет» та «Набукко» Джузеппе Верді). Виступав на сценах Festschpil Haus у Зальбурзі, Theatre du Chatelet в Парижі, Grand theatr в Женеві, брав участь у концертах у Мюнхені, Бонні, Берліні, Цюриху, Женеві. Гастролював в Італії, Іспанії, Росії.
Доцент кафедри сольного співу Одеської національної музичної академії ім. Антоніни Нежданової.